# Moulin Hacart
De Moulin Hacart (ook: Moulin de la Tourelle) is een ronde stenen molen te Achicourt, een plaats in het Franse departement Pas-de-Calais.

## Geschiedenis
Op de molenbelt waar deze windmolen zich bevindt, hebben in de loop der eeuwen diverse molens gestaan. Reeds in 1362 was er sprake van een molen, de Moulin de Caumont, die in bezit was van de Abdij van Sint-Vaast te Arras. In 1760 was er nog steeds sprake van een molen op deze plaats.
Het bezit van de Abdij werd onteigend en kwam in handen van de Staatsdomeinen. In 1791 werd het terrein verkocht. Een nazaat van de vroegere molenaar bouwde in 1795, of iets later, een nieuwe molen. In 1808 bestond deze molen met zekerheid. Er was toen sprake van een oliemolen, opgetrokken in baksteen. In 1842 werd de molen verbouwd tot korenmolen. Gedurende de bombardementen (1915-1916) in het kader van de Eerste Wereldoorlog, werd de molen verwoest.
De herinnering aan de molen, ooit een populair uitgaansdoel voor de bewoners van Arras, bleef voortleven. In 1991 werd een vereniging opgericht om de molen te herbouwen. Dit werd ook gedaan om de gemeente een nieuw hart te geven. Opgravingen legden de fundamenten bloot van de opvolgende molens die op de molenbelt hebben gestaan.
In 1992 kwam de molenromp gereed. Op 1 oktober 1994 werd de molen in gebruik genomen en hij fungeert weer als korenmolen. Ook kan het publiek deze molen bezoeken.